# Poa morrisii
Poa morrisii är en gräsart som beskrevs av Joyce Winifred Vickery. Poa morrisii ingår i släktet gröen, och familjen gräs. Inga underarter finns listade i Catalogue of Life.